# ریکاردو ورون
ریکاردو ورون (انگلیسی: Ricardo Verón؛ زادهٔ ۲۲ ژانویهٔ ۱۹۸۱) بازیکن فوتبال اهل آرژانتین است.
از باشگاه‌هایی که در آن بازی کرده‌است می‌توان به باشگاه فوتبال کروتونه، باشگاه فوتبال پائوک، باشگاه فوتبال او.اف.آی کرته، باشگاه فوتبال سالرنیتانا، باشگاه فوتبال لانوس، باشگاه فوتبال روبور سیه‌نا، باشگاه ورزشی سن لورنسو آلماگرو، و باشگاه فوتبال رجینا اشاره کرد.